# Catamecia
Catamecia là một chi bướm đêm thuộc họ Noctuidae.